# Lysandra rubricornis
Lysandra rubricornis är en fjärilsart som beskrevs av Caradja 1932. Lysandra rubricornis ingår i släktet Lysandra och familjen juvelvingar. Inga underarter finns listade i Catalogue of Life.